# 金星政治大學
金星政治大學（朝鲜语：／）是一座位於朝鮮民主主義人民共和國首都平壤市東大院區域文新1洞的大學。該校的前身為1946年11月成立的中央青年幹部學校，旨在培訓朝鮮勞動黨中央幹部和青年政治家。1974年，正式改為現有的名稱並將大學交由社会主义劳动青年同盟管理，它與人民經濟大學和國際關係大學均為國家核心幹部培養機構。目前，大學除設正規和在職幹部課程外，還有為期一個月的培訓課程。受正規課程的學生多為退伍軍人或是「優秀勞動者」。另外，據朝鮮中央通訊社介紹，金日成和金正日均非常重視該校，前者即使於韓戰期間他也親自到大學進行指示，後者則在饑荒期間也安排建設新學院。